# Commodore 1551

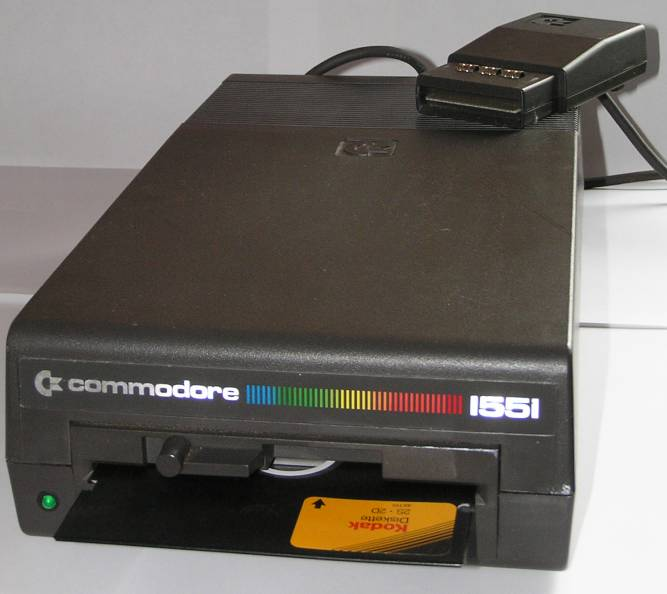
Una unidad de disco Commodore 1551 europea, mostrando el conector.

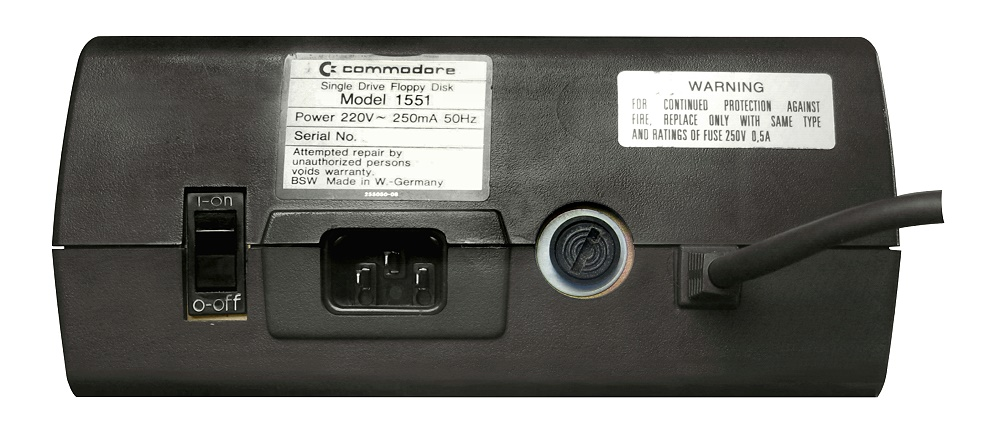
Vista de la parte trasera.

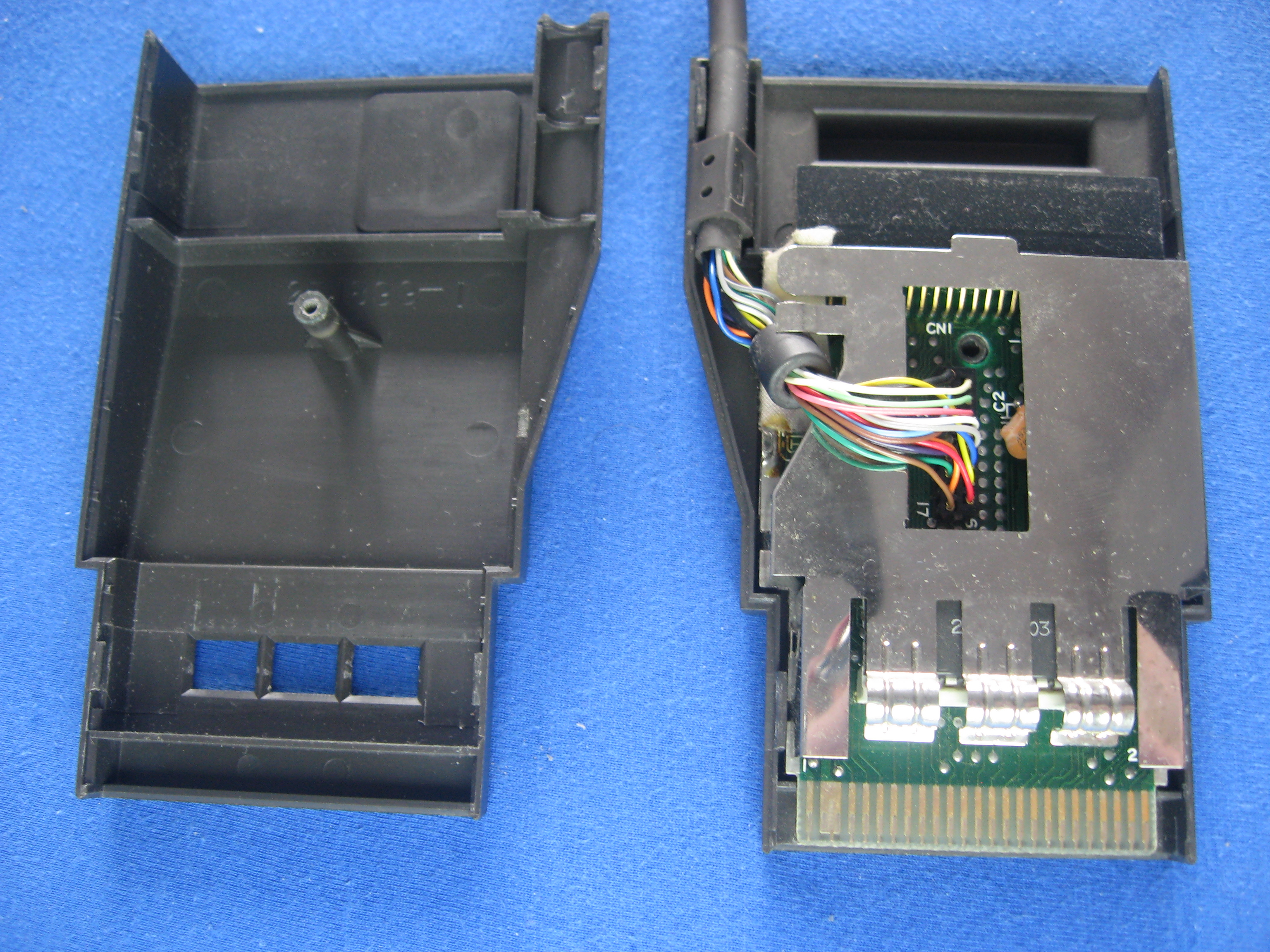
Interior del adaptador.

La Commodore 1551 (originalmente llamada SFS 481) es una unidad de disquetes para la computadora doméstica Commodore Plus/4. Se asemeja a una Commodore 1541 de color carbón y se conecta al puerto del cartucho, proporcionando un acceso más rápido que la combinación C64/1541. Commodore supuestamente planeó una interfaz para permitir el uso del 1551 con el C64, pero nunca se comercializó.
Aparte de un acceso más rápido, la unidad es muy similar a la 1541. Al igual que ésta, es una unidad de simple cara de 170 kilobyte para discos de 5¼", con cada disco dividido en 664 bloques de 256 byte disponibles para datos de usuario, más 19 bloques para datos del DOS y el directorio; el sistema de archivos hace que cada bloque sea su propio grupo.

## Hardware
La unidad de disco utiliza grabación codificada en grupo y contiene un procesador MOS Technology 6510T como controlador de disco. El 6510T es una versión especializada del procesador 6510, que se usa en el C64, y solo se usa en el 1551. El DOS limita el número de archivos por disco a 144 independientemente del número de bloques libres en el disco, porque el directorio es de un tamaño fijo, y el sistema de archivos no permite subdirectorios. Su DOS es compatible con el 1541, por lo que los discos escritos por una unidad se pueden utilizar en la otra.
El 1551 no tiene interruptores DIP para cambiar el número de dispositivo de la unidad. Si un usuario agregaba más de una unidad al sistema, tenía que abrir la carcasa y cortar una pista en la placa de circuito para cambiar permanentemente el número de la unidad, o conectar manualmente un interruptor externo para permitir que se cambiara externamente. Es posible conectar un máximo de dos 1551 a una computadora.

## Popularidad
El 1551 es menos común que otras unidades de disco Commodore. El 1541 estaba más disponible ya que es compatible con los populares C64 y VIC-20, por lo que muchas personas optaron por usar una 1541 con el Plus/4. Dado que el 1551 es compatible sólo con el Plus/4, que se vendió mal en los Estados Unidos, se fabricaron pocas unidades. En Europa, el Plus/4 tuvo mucho más éxito, pero debido a que aquí las unidades de cinta eran el dispositivo de almacenamiento más popular en la década de 1980, el 1551 tampoco fue muy popular en este continente.